# KWrite
KWrite — текстовий редактор для середовища робочого столу KDE, розповсюджуваний згідно з GNU Lesser General Public License.

## Можливості
- Експорт HTML
- блочний режим вибору
- Згортання коду
- Закладки
- Підсвітка синтаксису
- Вибір перекодування
- Вибір режиму кінця рядка (Unix, Windows, Macintosh)
- Доповнення слів

## Технологія KParts
У KDE 2.x KWrite не використовував технологію KParts, яка дозволяє включати один додаток в інший. Пізніше KWrite був переписаний з використанням цієї технології. Наприклад, він дозволяє користувачеві вибрати Vim включеним в KWrite. Інші функції включають текстовий редактор, що базується на Qt (Qt Designer based text editor) і розширене редагування тексту в KDE (KDE advanced text editor — KATE). Останній є стандартною опцією і використовується текстовим редактором Kate.
KWrite — це частина пакета kdebase. Нещодавно він був об'єднаний з Kate, і його початковий код міститься в директорії kate/.